# Langenwolschendorf
Langenwolschendorf is een gemeente in de Duitse deelstaat Thüringen, en maakt deel uit van de Landkreis Greiz.
Langenwolschendorf telt 847 inwoners.